# Yaloké
Yaloké è una città della Prefettura di Ombella-M'Poko, nella Repubblica Centrafricana, parte della sottoprefettura di Yaloké-Bossembélé.